# 천은숙
천은숙(千銀淑, 1969년 ~ )은 대한민국 여자 농구 국가대표팀 선수였다. 신장은 176 cm, 포지션은 포워드 겸 가드이다.
부산 동주여중과 동주여자상업고등학교를 졸업하고 1988년 실업팀 코오롱에 연고선수로 입단했다. 고등학교 때는 센터 포지션도 소화할 수 있는 올라운드 플레이어였다. 체력을 앞세운 골밑 돌파에 능하고 3점슛 적중도도 높아 공격형 선수로 활용되었다. 1990 베이징과 1994 히로시마 금메달리스트이다. 2003년 대불대학교에 입학하여 농구팀 선수로 뛰었다.

## 경력
- 동주여자상업고등학교
- 코오롱
- 대불대학교

## 참고 자료
- “북경 금밭 일군다 (27) - 여자농구 천은숙”. 중앙일보. 1990년 8월 22일. 15면면.